# Genex Communications Inc. c. Canada (Procureur Général)
L'arrêt  Genex Communications Inc. c. Canada (Procureur Général) est une décision importante de la Cour d'appel fédérale du Canada rendue en 2005 dans le domaine du droit des médias. Elle concerne les tentatives du Conseil de la radiodiffusion et des télécommunications canadiennes (CRTC) de fermer une station de radio populaire de la région de Québec en raison de propos controversés tenus en ondes.  

## Les faits
Entre 2002 et 2004, 41 plaintes sont déposées au CRTC contre la station CHOI Radio X, principalement en raison de propos tenus par l'animateur de radio Jeff Fillion. Plus de 10 000 lettres d'appui sont envoyées au même organisme. 
Le tribunal mentionne aux paragraphes 94 et 95 de la décision que Fillion avait entre autres tenu les propos suivants : 

« [94]Le 1er novembre 2002, l'animateur Fillion invitait les gens du Saguenay à se suicider chez eux plutôt qu'à Québec, en se jetant en bas du pont de Québec, « parce que quand ils arrivent en bas sur la chaussée, ça fait de la "marde" et qu'on est tanné de ramasser leur "marde" » .
[95]Aux émissions du 18 et du 19 février 2003, le même animateur invitait les gens à pirater les ondes de Bell ExpressVu :
18 février 2003     Vous faites bien de pirater Bell ExpressVu, vous démontrez aux compagnies de câble et au CRTC [. . .], que vous êtes écœurés de vous faire fourrer. C'est un message clair, net et précis.
Quelqu'un cette semaine nous disait que dans la Beauce, chaque fois que vous voyez une antenne de Bell ExpressVu, dites-vous que une sur deux est piratée. Bon, lui en vend à la tonne. C'est un de vos moyens de montrer au CRTC que vous vous faites fourrer.
Puis continuez à fourrer le système en piratant. Moi, le Star Choice, je paie, je suis un innocent. J'ai pris le mauvais système, il ne se pirate pas. Mais ceux qui sont avec Bell ExpressVu, regarde, ils n'ont pas encore compris votre cri du cœur. Ils n'ont pas compris que vous êtes écœurés de payer pour des choses que vous ne voulez pas, ils n'ont pas compris qu'on [. . .] le service de base qu'on paie via nos impôts, personne ne l'écoute.
19 février 2003     Regarde, je vous répète ce que je vous ai dit hier : continuez de fourrer le système et de pirater les signaux, soit de Vidéotron, ou encore de Bell ExpressVu. »

### Soutiens de partis politiques
La station bénéficie aussi du soutien de différents partis politiques canadiens, notamment l'Action démocratique du Québec, le Parti conservateur du Canada  et le Nouveau Parti démocratique, ainsi que de différents organismes internationaux voués à la défense de la liberté d'expression, dont Reporters sans frontières et le journal d'affaires britannique The Economist. 
L’Association canadienne des radiodiffuseurs (ACR) et les autres médias écrits et télés refusent toutefois de prendre position. Anne-Marie Dussault, présidente de la Fédération professionnelle des journalistes (FPJQ) déplore la décision du CRTC tout en critiquant l’usage par Radio X de sa licence. Elle dira se sentir comme «l’avocate d’un tueur en série».
À cette occasion, la station CHOI-FM organise une diffusion en plein air, devant le Parlement.

## Décision du CRTC
La station CHOI-FM est menacée deux fois d'être chassée des ondes par le Conseil de la radiodiffusion et des télécommunications canadiennes (CRTC), notamment à cause d'accusations de propos offensants et d’attaques personnelles tenus, entre autres, par l’animateur vedette,.
Le 13 juillet 2002 Le Conseil de la radiodiffusion et des télécommunications canadiennes (CRTC) renouvelle le permis de la station pour une durée de deux ans au lieu des sept ans habituels et assortit son renouvellement d'une mise en probation.
Le 13 juillet 2004, le CRTC annonce qu'il ne renouvelle pas le permis de diffusion parce que la station a tenu des propos offensants et insultants. La conséquence de cette décision est que la station doit arrêter de diffuser tout signal radio après la nuit du 31 août 2004, lorsque son permis sera échu. 
Cette décision soulève l'ire et les passions d'une partie des auditeurs de la station.Le 22 juillet 2004, un nombre estimé entre 15 000 et 50 000  personnes descendent dans les rues de la ville à l'appel de la station pour protester contre cette décision, se réclamant du droit à la liberté d'expression. 

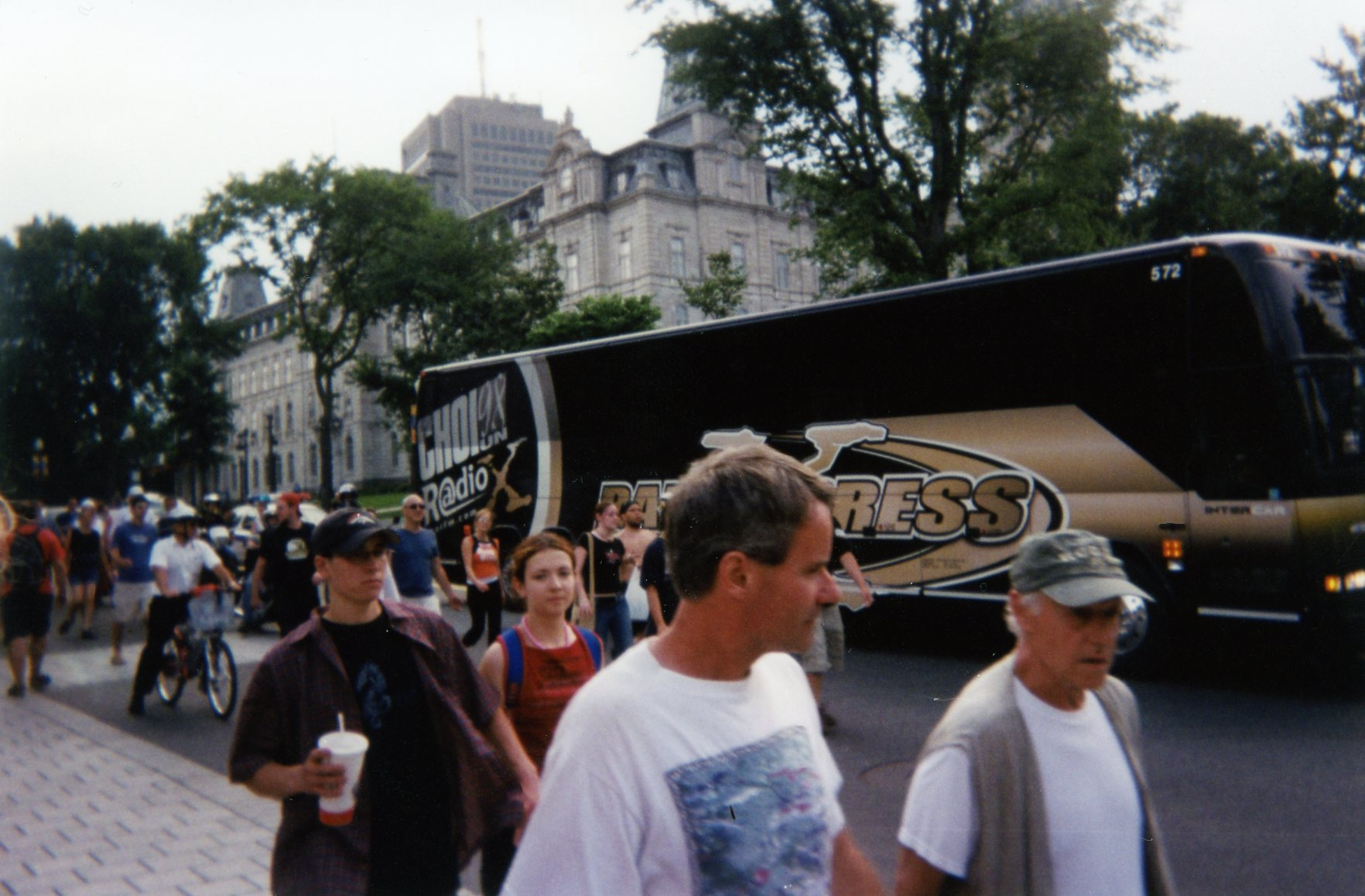
Manifestation de 2004 autour du Parlement de Québec

Jusqu'au 17 mars 2005, Jean-François Fillion est l'animateur vedette de la station. Les jours de semaine, le « morning man » anime, en compagnie de son équipe, Le monde parallèle de Jeff Fillion. Au fil des années, ses idées et opinions font de lui l'animateur de radio le plus écouté et le plus controversé à Québec. Il est poursuivi à de multiples reprises pour diffamation, en particulier envers des personnalités publiques du Québec.

## Contrôle judiciaire
Le 11 août 2004, la station porte la décision en contrôle judiciaire devant la cour fédérale afin de renverser la décision du CRTC et ainsi pouvoir obtenir le renouvellement de son permis.
Le 25 août 2004, le CRTC et le gouvernement fédéral ne s'opposent pas à la demande de la station de pouvoir diffuser durant les procédures judiciaires pendantes devant la cour d'appel fédérale du Canada.
Le matin du 17 mars 2005, La cour condamne CHOI-FM à verser 340 000  dans un procès en diffamation. Fillion est congédié de son poste d'animateur du matin à la station.
Le 11 avril 2005, CHOI-FM est condamné à verser 340 000 $  à Sophie Chiasson pour diffamation.
La Cour d'appel fédérale conclut dans son jugement  que « Le CRTC a exercé judiciairement son pouvoir discrétionnaire au cours de la demande de renouvellement. Il a scrupuleusement examiné et soupesé tous les facteurs qui étaient selon lui pertinents. Il s'est penché sans précipitation sur la mesure à prendre, le peu d'efficacité des mesures qui avaient été retenues lors du premier renouvellement, l'attitude de l'appelante et la gravité et la fréquence des infractions signalées. En raison du champ d'expertise du CRTC, la retenue s'imposait à la Cour. En outre, la décision 271 n'était pas constitutionnellement invalide. Le manquement à une condition de licence peut justifier le non-renouvellement d'un permis de radiodiffusion sans qu'il y ait forcément atteinte à la liberté d'expression et à la Charte. Liberté d'expression, liberté d'opinion et liberté de parole ne veulent pas dire liberté de diffamation, liberté d'oppression et liberté d'opprobre. La décision du CRTC était fondée sur un certain nombre de conclusions ayant trait aux agissements de l'appelante, notamment à ses violations de son propre Guide déontologique, et aux mesures visant à faire en sorte qu'elle respecte le régime réglementaire. Le CRTC a exercé sa discrétion dans le cadre des paramètres des articles 9 et 3 de la Loi et il n'est pas allé au-delà des limites à la liberté d'expression que ces deux dispositions autorisent dans le respect de l'article premier de la Charte. L'appelante n'a pas pu faire la preuve d'une erreur juridictionnelle ou d'une erreur de droit matérielle rendant déraisonnable la décision 271 de non-renouvellement; il n'y a donc pas lieu de l'annuler ».
Le 14 juin 2007, la Cour suprême refuse d'entendre l'appel de Genex concernant la décision de la cour fédérale . 

## Survie de la station de radio
Le CRTC, qui voit donc sa décision de fermeture antérieure confirmée, annonce que le droit d'émettre est transféré à RNC Média selon le contrat de vente ratifié antérieurement à la demande d'appel à la Cour suprême. La station continuera donc d'émettre.Le 8 mai 2006, Genex annonce qu'une entente pour la vente de CHOI-FM au groupe RNC Media a été conclue. Radio Nord assure que le format radiophonique demeurera inchangé. Patrice Demers conserve ses fonctions et affirme que, sans une vente, il aurait dû fermer la station. Le 20 octobre 2006, le CRTC accorde l'autorisation à CHOI de vendre la station à Radio-Nord.
Malgré la transaction, Genex doit continuer d'assumer les coûts reliés aux poursuites civiles intentées contre CHOI par Sophie Chiasson, Pierre Jobin et Robert Gillet. Le 20 octobre 2006, le CRTC approuve la vente de CHOI à Radio-Nord, ce qui règle le dossier de Genex contre le CRTC.
Il s'agit tout de même d'une décision importante car elle confirme les larges pouvoirs du CRTC pour mettre fin à la diffusion d'une station de radio en cas d'abus de droit relatif à la liberté d'expression et au motif de propos choquants tenus en ondes.